# بورگبرنهایم
شهر بورگبرنهایم در ایالت بایرن در کشور آلمان واقع شده است.